# Flygande Jacob

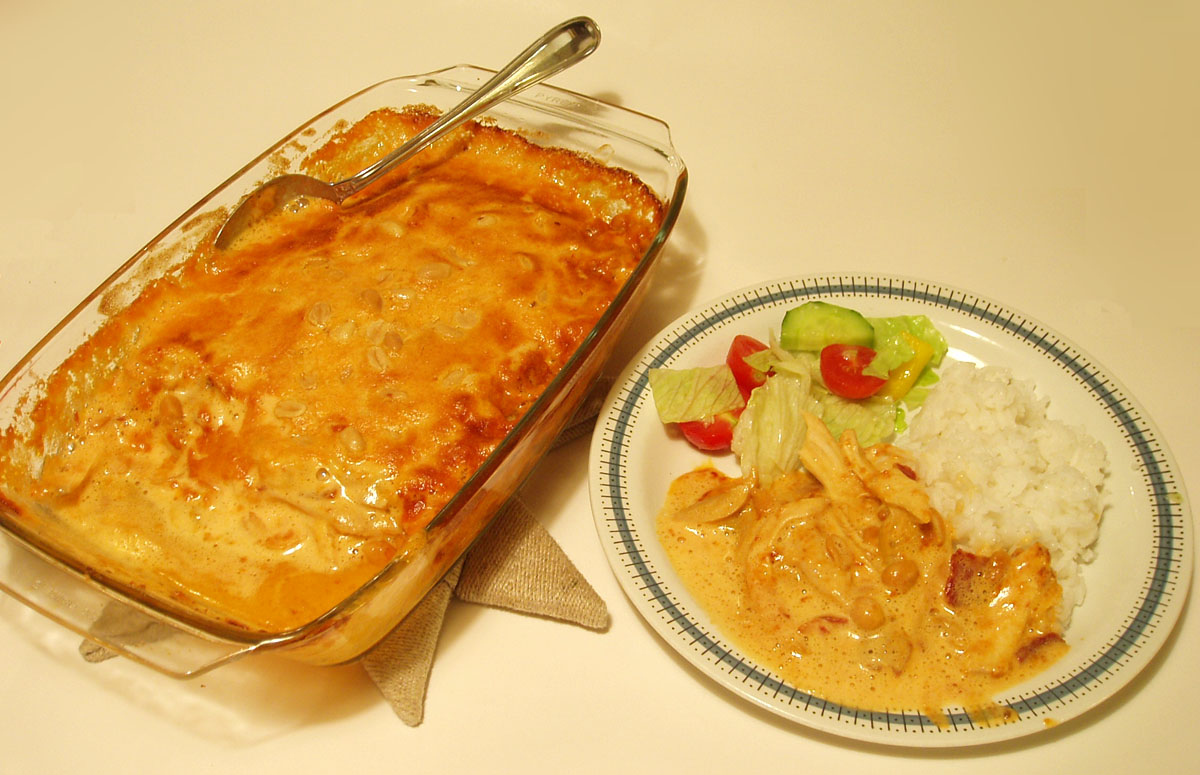
Un plat de flygande Jacob servi avec de la salade et du riz.

Le flygande Jacob, du suédois, signifiant littéralement en français « Jacob volant », est un plat d’origine suédoise à base de poulet, de bananes, d’arachides et de lard cuits au four. Il fut inventé par Ove Jacobsson, qui travaillait dans l’industrie alimentaire destinée à l’aviation, d’où le nom donné au plat. La recette fut publiée pour la première fois en 1976 dans Allt om mat.